# 細川政国
細川 政国（ほそかわ まさくに）は、室町時代後期から戦国時代にかけての武将。細川典厩家2代当主。

## 生涯
細川野洲家2代当主・細川持春の子として誕生。
典厩家の当主・細川持賢の養子となり、応仁2年（1468年）に養父が死去したため家督を継いで当主となった。応仁の乱では東軍の細川勝元を支持した。西軍の一色義直が丹後守護を解かれると、文明元年（1469年）に若狭武田氏の武田信賢が丹後守護に任じられた。このとき政国は丹後国与謝郡の分郡守護に任じられたため、典厩家の家臣・天竺孫四郎を出兵させ、信賢の家臣・逸見駿河守らと共に丹後に討ち入らせた。文明5年（1473年）に勝元が死去して幼少の嫡男・政元が家督を継ぐと、その後見人として補佐を務めた。
文明17年（1485年）、8代将軍・足利義政に従って出家した。文明18年（1486年）には摂津西成郡の分郡守護に任じられている。
明応4年（1495年）8月23日に死去。後を子・政賢が継いだ。

## 系譜
- 父：細川持春（1400-1466）
- 母：不詳
- 養父：細川持賢（1403-1468）
- 室：不詳
  - 男子：細川政賢（?-1511）